# Frare del Temps

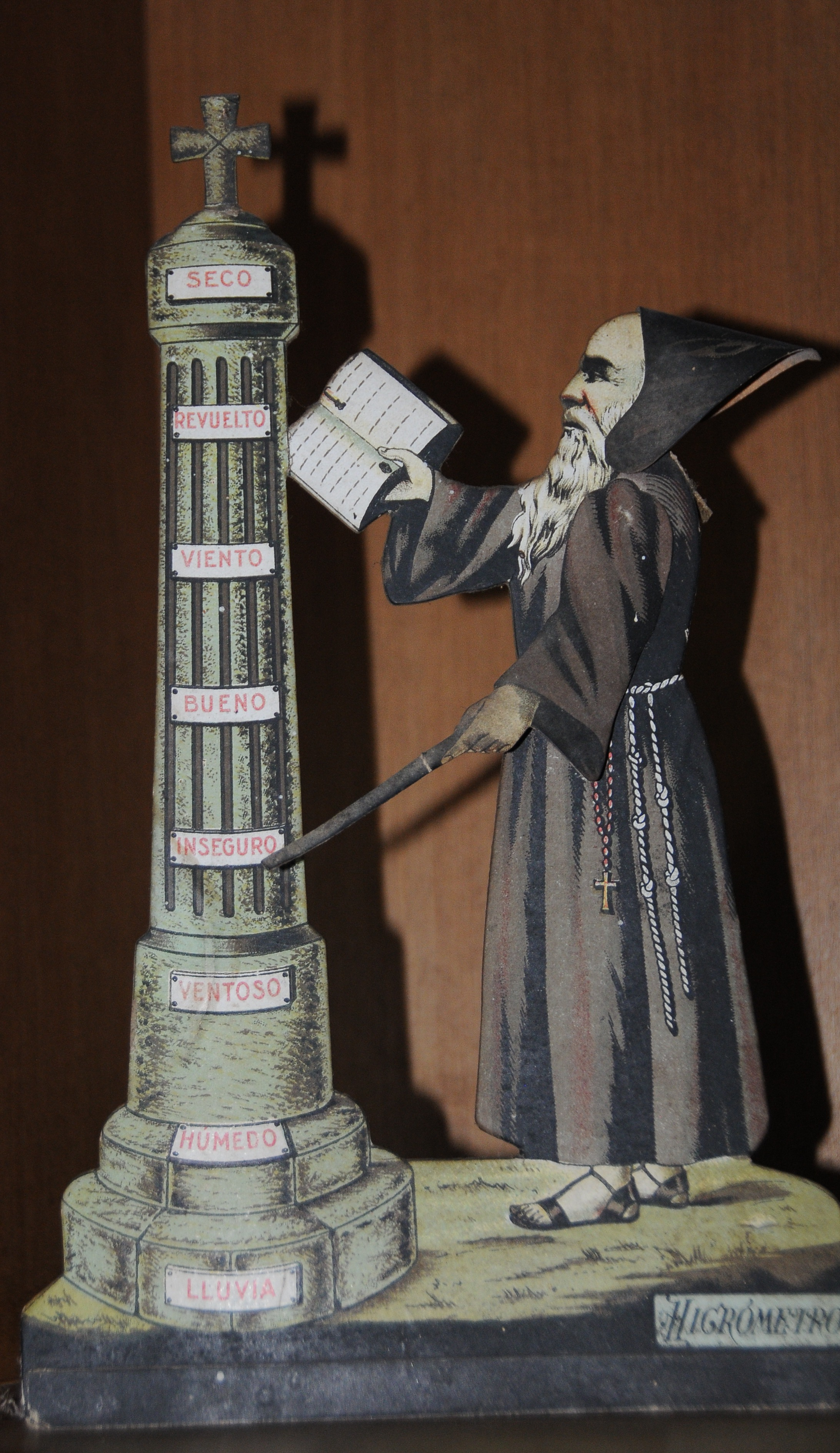

El frare del Temps (venut com a fraile del tiempo) és un higròmetre construït amb un cabell d'una dona rossa i jove de raça eslava dissenyat per l'inventor de Calella Agapit Borràs Pedemonte el 1894. La figura original representa un frare caputxí assegut amb una bolla del món als seus peus i un llibre obert a la seva mà dreta. A través del punter de la seva mà esquerra, el frare indica si el temps serà sec, revolt, vent, bo, insegur, ventós, humit o pluja. A mesura que es mou el punter degut a la dilatació del cabell, també es mou la seva caputxa. L'empresa ha realitzat més de 40 versions diferents de l'instrument, en algunes de les quals el frare ha estat substituït per monges, guerrers, Cristòfol Colom o fins i tot pel monjo de la beguda infantil kina San Clemente. El producte es troba disponible en castellà, català, gallec, basc, portuguès, francès, italià, alemany i anglès.
Per comercialitzar-lo es fundà l'empresa Tot Ideas S.L., propietat de la família mataronina Borràs. Quan, l'any 2001, Juguetes Borràs es fusionà amb Educa, aquesta empresa quedà fora de la fusió. L'empresa encara comercialitza aquest instrument i fins i tot l'exporta a França, Itàlia, Portugal, o illes de tradició marinera com Malta i Gozzo.